# Vladimir Firm
Vladimir Firm (Zágráb, 1923. június 5. – Zágráb, 1996. november 27.) horvát labdarúgócsatár.
A jugoszláv válogatott tagjaként részt vett az 1950-es labdarúgó-világbajnokságon és az 1952. évi nyári olimpiai játékokon, utóbbin ezüstérmet szerzett.